# Schötmar
Schötmar ist ein Ortsteil von Bad Salzuflen im nordrhein-westfälischen Kreis Lippe. Mit 9108 Einwohnern ist es der zweitgrößte Ortsteil der Stadt.

## Geschichte

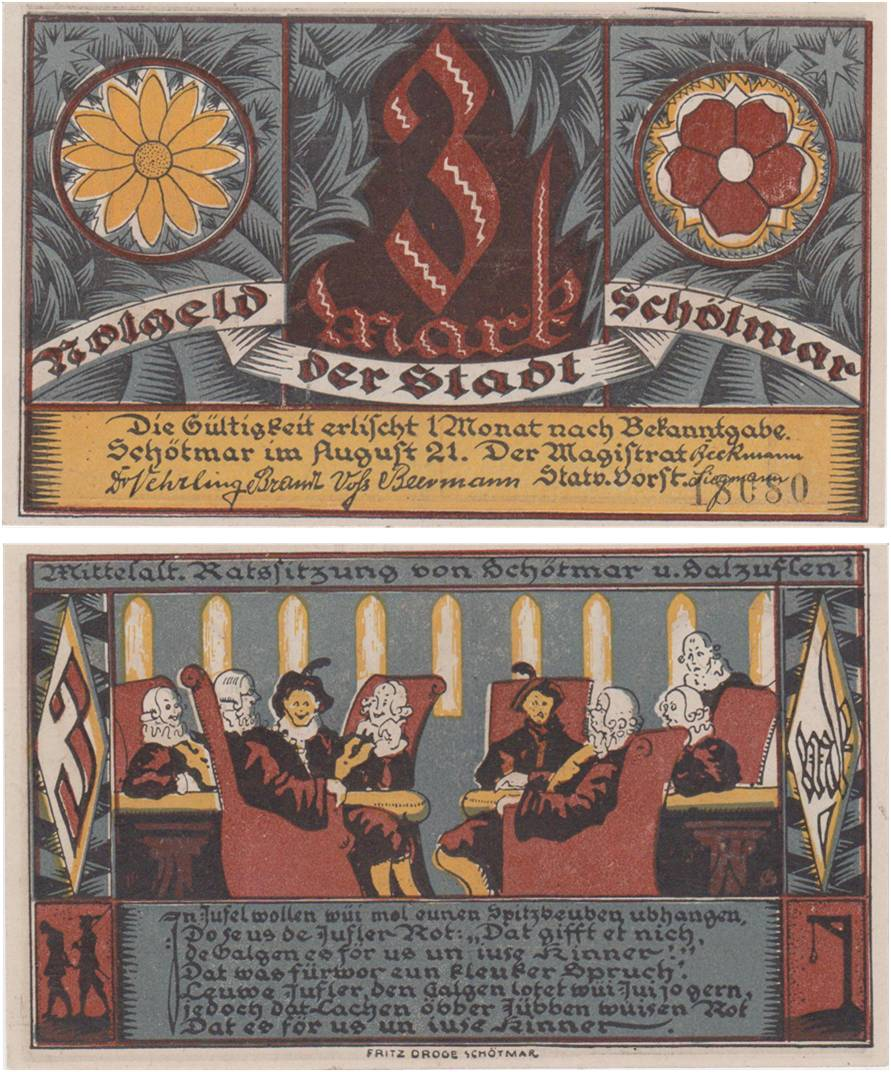
3-Mark-Notgeld-Schein

1231 wurde anlässlich einer Neuordnung der Diözese Paderborn eine Urkunde ausgefertigt, in der es um die Zugehörigkeit von Scutemere (heute Schötmar) ging. In der zweiten Hälfte des 14. Jahrhunderts wurde durch die Edelherren zu Lippe eine Burg in Schötmar errichtet, die gegen Ende des Mittelalters wieder aufgegeben wurde. Von der als „Nyggenborch“ (Neue Burg) oder im Volksmund „Wewelsburg“ bezeichneten Anlage, die sich in unmittelbarer Nähe zur Kilianskirche befand, sind heute keine sichtbaren Spuren mehr erhalten.
Im Zuge einer Verwaltungsreform wurde die Vogtei Schötmar 1731 aus dem Amt Detmold ausgegliedert und zum selbständigen Amt Schötmar erhoben.
Am 1. April 1921 erhielt die Gemeinde Schötmar Stadtrechte und schied damit aus dem Amt Schötmar aus. Bis zur Eingemeindung in die Stadt Bad Salzuflen war Schötmar der industrielle Mittelpunkt des Umlandes mit einer wachsenden Bevölkerungszahl.
Von 1909 bis 1924 verkehrten die Bahnen der Bad Salzufler und Schötmarscher Straßenbahn GmbH zwischen Bad Salzuflen und Schötmar.
Schötmar gab während der Deutschen Inflation im August 1921 eigenes Notgeld heraus.

### Eingemeindung
Zu einer ersten vorübergehenden Eingemeindung nach Bad Salzuflen kam es am 1. April 1932. Am 1. April 1933 erhielt Schötmar seine Eigenständigkeit zurück und gehörte nun zum Kreis Lemgo.
Am 1. Januar 1969 wurde die Stadt Schötmar aufgrund des § 3 des Gesetzes zur Neugliederung des Landkreises Lemgo (Lemgo-Gesetz) mit der bisherigen Stadt Bad Salzuflen und den Gemeinden Biemsen-Ahmsen, Ehrsen-Breden, Grastrup-Hölsen, Holzhausen, Lockhausen, Papenhausen, Retzen, Werl-Aspe, Wülfer-Bexten und Wüsten zur neuen Stadt Bad Salzuflen zusammengeschlossen, die damit Rechtsfolgerin der vorgenannten Städte und Gemeinden wurde. Zu diesem Datum zählte man in Schötmar 9132 Einwohner, was 1867 Einwohnern je Quadratkilometer entsprach (zum Vergleich Bad Salzuflen gesamt: 479 Einwohner/km²).

### Name
Der Name „Schötmar“, der sich über verschiedene Stufen aus Scutemere entwickelt hat, lässt Rückschlüsse auf eine viel frühere und seither ununterbrochene Besiedlung des Ortes zu. So verweisen Beziehungen zu anderen auf -mar endenden Ortsnamen in Norddeutschland, Belgien, Niederlande und England auf erste Ansiedlungen in vorchristlicher Zeit.
Die Vorsilbe „Schöt“ im Ortsnamen hängt mit Worten wie Schott (Tor, Riegel) und dem englischen to shut (abschließen) zusammen, was auf eine Mauer, einen Damm im „Meer“, im „Mar“, sprich im Moor oder im Sumpf verweist. Diese Namensbildung zeigt, wie der Übergang über bzw. die Furt durch die Flüsse Bega und Werre bereits in frühester Zeit eine wichtige Bedeutung bekam und zu ersten menschlichen Ansiedlungen oberhalb des Übergangs führte. Auch religiöse Kultstätten wurden dort wohl schon in vorchristlicher Zeit angelegt.
Im Laufe der Zeit sind unter anderem folgende Namen für Schötmar belegt: Scutemere (1231), Schotmer (1251), Scothemer (1256), Scotemere (1274), Scoetemer (14. Jahrhundert, im Rechtsbuch der Stadt Herford), Scetemere (1444), Schottemer (1475), Schothmer (1495), Schöttmar (1617), erstmals Schötmar (um 1625, im Landschatzregister), Schütmar (1647) und Schutmar (nach 1757).

## Religionen

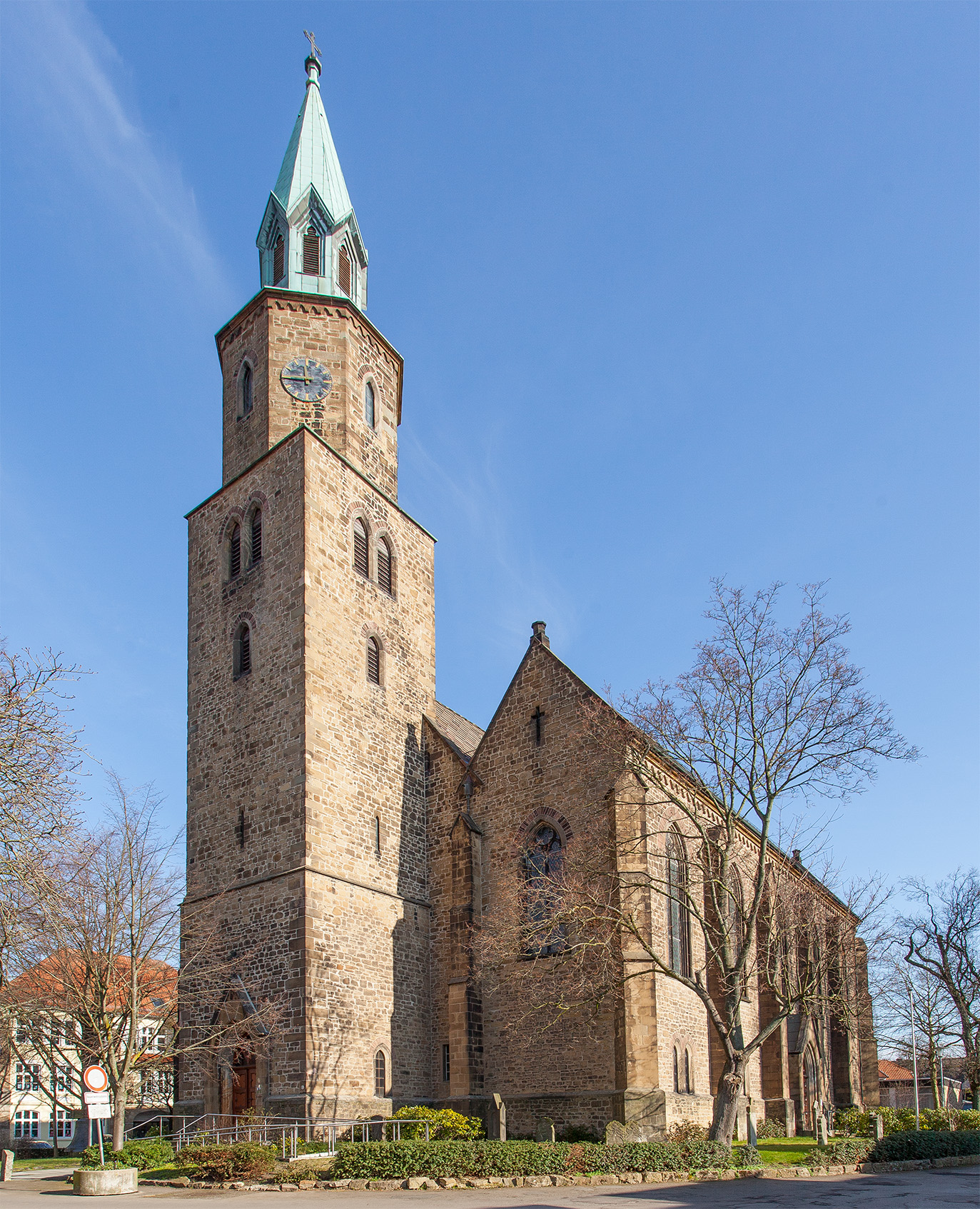
Ev.-ref. Kilianskirche

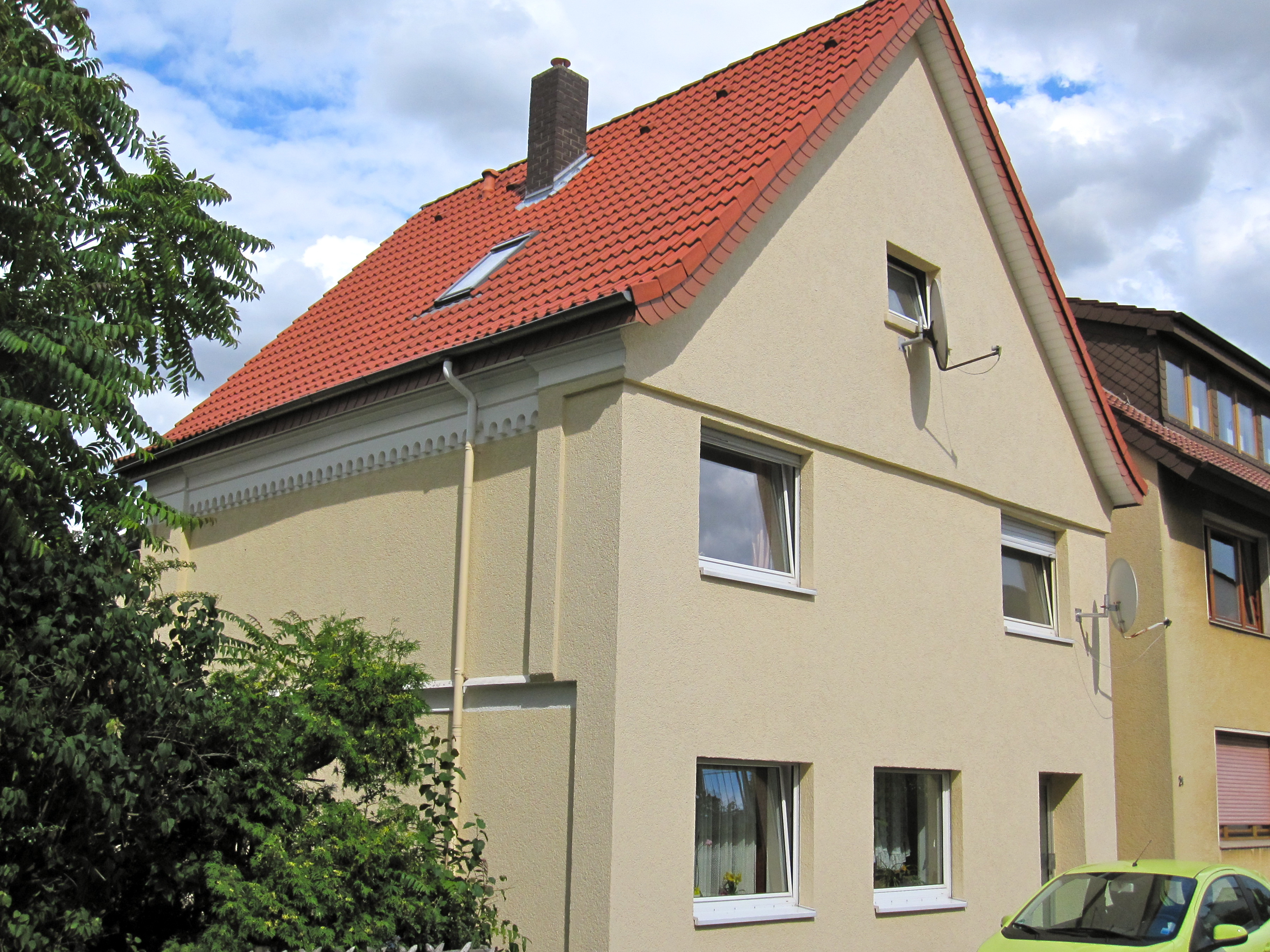
Ehemalige Synagoge in der Aechternstraße 19

Die Tatsache, dass die Kirche dem heiligen Kilian, einem 686 aus Schottland gekommenen Missionar, geweiht war, verleitet zu der Annahme, dass lange vor der urkundlichen Erwähnung, nämlich bereits im 9. Jahrhundert, spätestens um 836, die erste Kilianskirche aus Holz oder Stein erbaut wurde.
Im Mittelalter zählten – neben Schötmar selbst – die Orte Aspe, Bexten, Bexterhagen, Biemsen, Breden, Ehrsen, Grastrup, Hölsen, Holzhausen, Huxhagen, Krentrup, Lockhausen, Nienhagen, Papenhausen, Retzen, Salzuflen (bis 1531), Werl, Wülfer und Wüsten (bis 1620) zur Schötmarschen Kilianspfarrei.
Seit der Reformation ist die ursprüngliche Kilianskirche evangelisch und seit 1604 evangelisch-reformiert.
Die Mehrheit der heutigen Bevölkerung von Schötmar ist wie in ganz Lippe evangelisch und gehört der Lippischen Landeskirche an. Für die evangelisch-reformierte Kirchengemeinde in Schötmar mit drei Pfarrbezirken ist die Kilianskirche das zentrale Gotteshaus. Sie ist die größte Kirche der Lippischen Landeskirche. Kirche und Gemeinde gehören strukturell zur Klasse Bad Salzuflen der Lippischen Landeskirche. Die Gotteshäuser der evangelisch-lutherischen Kirchengemeinde Schötmar sind die Trinitatiskirche an der Eduard-Wolff-Straße in Schötmar und die Versöhnungskirche an der Schelpstraße in Knetterheide (OT Werl-Aspe). Beide Gemeinden gehören strukturell zur lutherischen Klasse.
Für die Katholiken in Schötmar gibt es die Pfarrgemeinde St. Kilian, die zudem noch die Stadtteile Biemsen-Ahmsen, Ehrsen-Breden, Grastrup-Hölsen, Holzhausen, Lockhausen, Papenhausen, Retzen und Wülfer-Bexten umfasst. Sie gehört mit der Liebfrauenkirche in Bad Salzuflen zum Pastoralverbund Lippe West im Dekanat Bielefeld des Erzbistums Paderborn.
Darüber hinaus gibt es in Schötmar eine Freie evangelische Gemeinde (FeG) an der August-Bollhöfer-Straße und das Bethaus der Mennonitenbrüdergemeinde an der Lageschen Straße. Am Gerberweg gibt es die Neuapostolische Kirche von Schötmar und in der Schülerstraße den Königreichssaal der Zeugen Jehovas. An der Krummen Weide ist die islamische Gemeinschaft Millî Görüş (IGMG) zuhause und die DITIB-Moscheegemeinde hat an der Weinbergstraße ein neues islamisches Kulturzentrum.
Es gibt in Schötmar keine jüdische Gemeinde mehr. Die ehemalige Synagoge Schötmar, die während der Novemberpogrome 1938 durch Brand stark beschädigt wurde und heute als Wohnhaus genutzt wird, befand sich an der Aechternstraße 19. Die nächstgelegene Synagoge befindet sich heute in Herford, sie gehört zur Jüdischen Gemeinde Herford–Detmold. Der ehemalige jüdische Friedhof Schötmar ist als Teil des Werrefriedhofs an der Oerlinghauser Straße auch während der Zeit des Nationalsozialismus nicht zerstört worden und somit auch heute noch gut erhalten.

## Politik

### Wappen
| Wappen der ehemaligen Stadt Schötmar | Blasonierung: „In Grün ein schwarzes Zahnrad, begleitet oben und unten von je einem silbernen Wellenbalken.“                                                   |
| Wappen der ehemaligen Stadt Schötmar | Wappenbegründung: Die Farbe grün steht für Feld und Wald, das Zahnrad für die industrielle Entwicklung, die beiden Wellenbalken für die Flüsse Bega und Werre. |

## Kultur und Sehenswürdigkeiten

### Bauwerke
- Das Gebäude Schlossstraße 27 wurde dendrochronologisch auf das Jahr 1591 datiert. Das Gebäude wurde im 18. Jahrhundert umgebaut.
- Das Gebäude Schlossstraße 29 ist am Außenbau 1588 bezeichnet. Die dreigeschossige Utlucht wurde im 17. Jh. angefügt. In diesem ältesten Haus Schötmars, erbaut von dem Feldscher Johan Holman befindet sich eine in Norddeutschland nur noch sehr selten anzutreffende Wendeltreppe des 17. Jh., diverse alte Wandmalereien, historische Fenster etc.
- Begegnungsstätte Schötmar: Durch die Restaurierung und bauliche Verbindung der beiden Fachwerkhäuser Schlossstr. 27 und 29 entstand mit neuer Adresse und neuem Zugang (Am Kirchplatz 1c) die Begegnungsstätte Schötmar. Die Begegnungsstätte in Trägerschaft der reformierten Kirchengemeinde dient dem Standesamt Bad Salzuflen als Außenstelle und wird für öffentliche und private Veranstaltungen genutzt. Der Deutsche Kinderschutzbund (DKSB) Bad Salzuflen, das Frauenkulturcafe der Stadt und der CVJM Schötmar-Werl-Aspe haben dort ihren Sitz.
- Das Schloss Stietencron wurde 1729–32 im Stil des Spätbarock erbaut. Auftraggeber war der Besitzer des Rittergutes Schötmar, der schwedische und kurhessische Staatsminister August Moritz Abel Plato von Donop. Die Nachkommen des Erbauers mussten wegen zu großer Schulden das Rittergut 1788 an den Hofagenten Joseph Leeser abtreten und übereignen. Nach wechselnden Besitzern wurde die Anlage 1831 Sitz der Familie von Stietencron. Ab 1909 wurde es um die neue Eingangshalle und das Treppenhaus an der Eingangsseite erweitert. 1949 gingen Schloss und Park in das Eigentum der Stadt Schötmar über. Auch heute vermittelt das Schloss ein lebendiges Bild von der feudalen Lebenswelt des 18. Jahrhunderts. Die reich ausgestatteten Räume werden von der städtischen Musikschule genutzt.
- Das Gebäude Schlossstraße 19 (im Hinterhof) ist ein 1758 bezeichneter Vierständerbau, der z. Zt. ungenutzt ist. Der reich beschnitzte Torbalken des „Shlom-Itzig-Hauses“ ist mit einer hebräischen und deutschen Inschrift versehen.

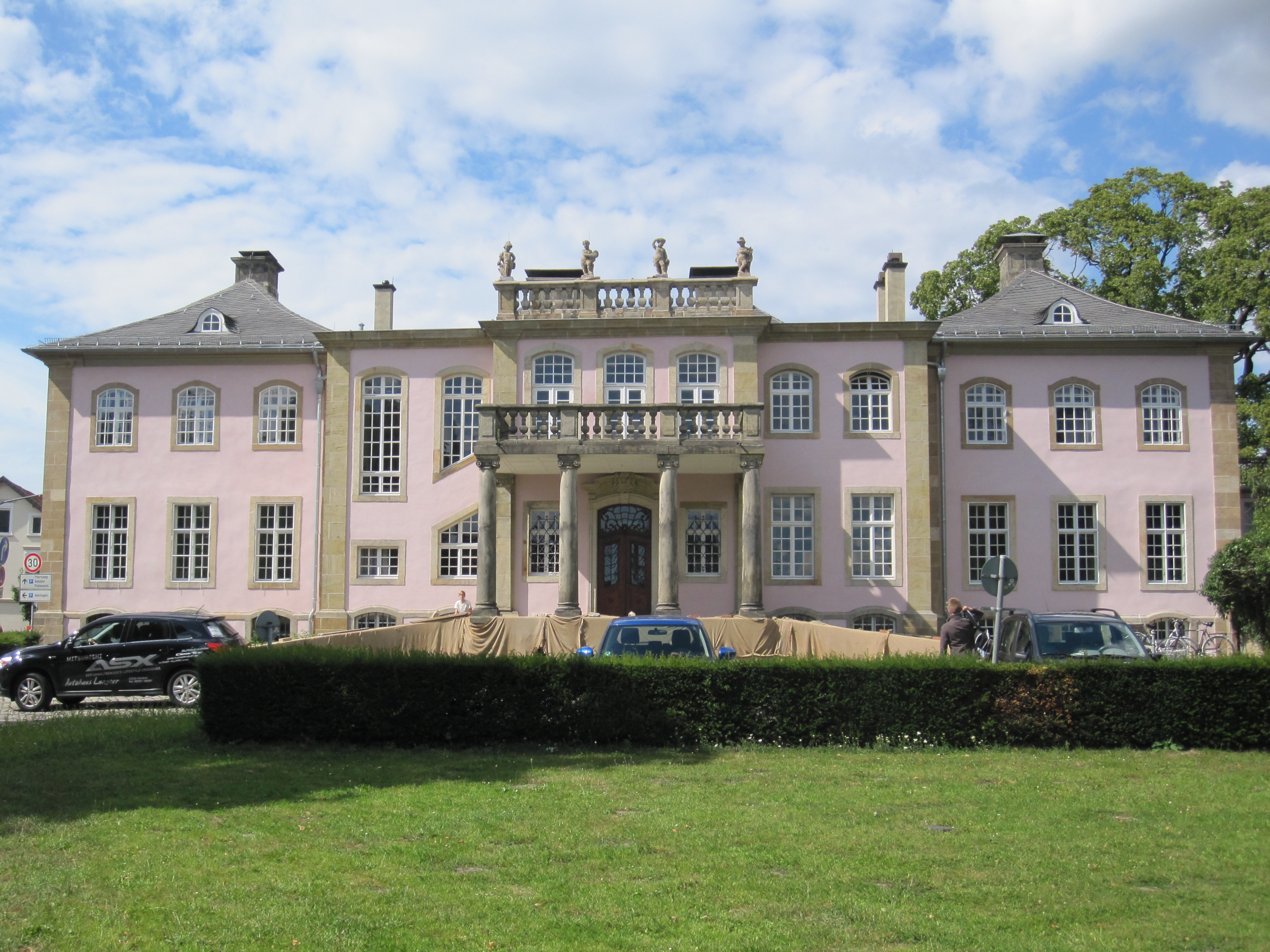
Schloss Stietencron
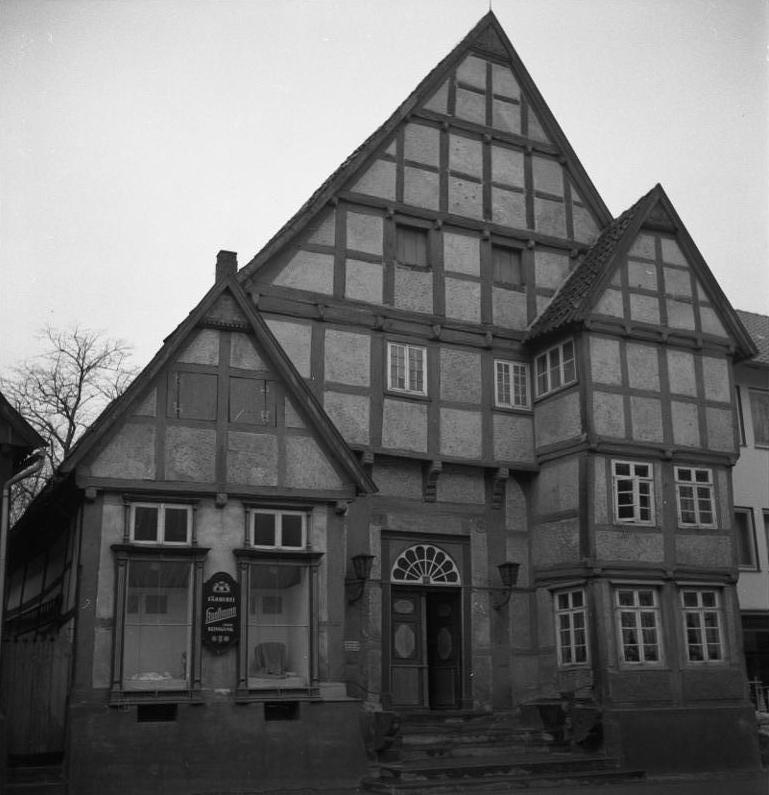
Haus Schloßstraße 29 (1958)
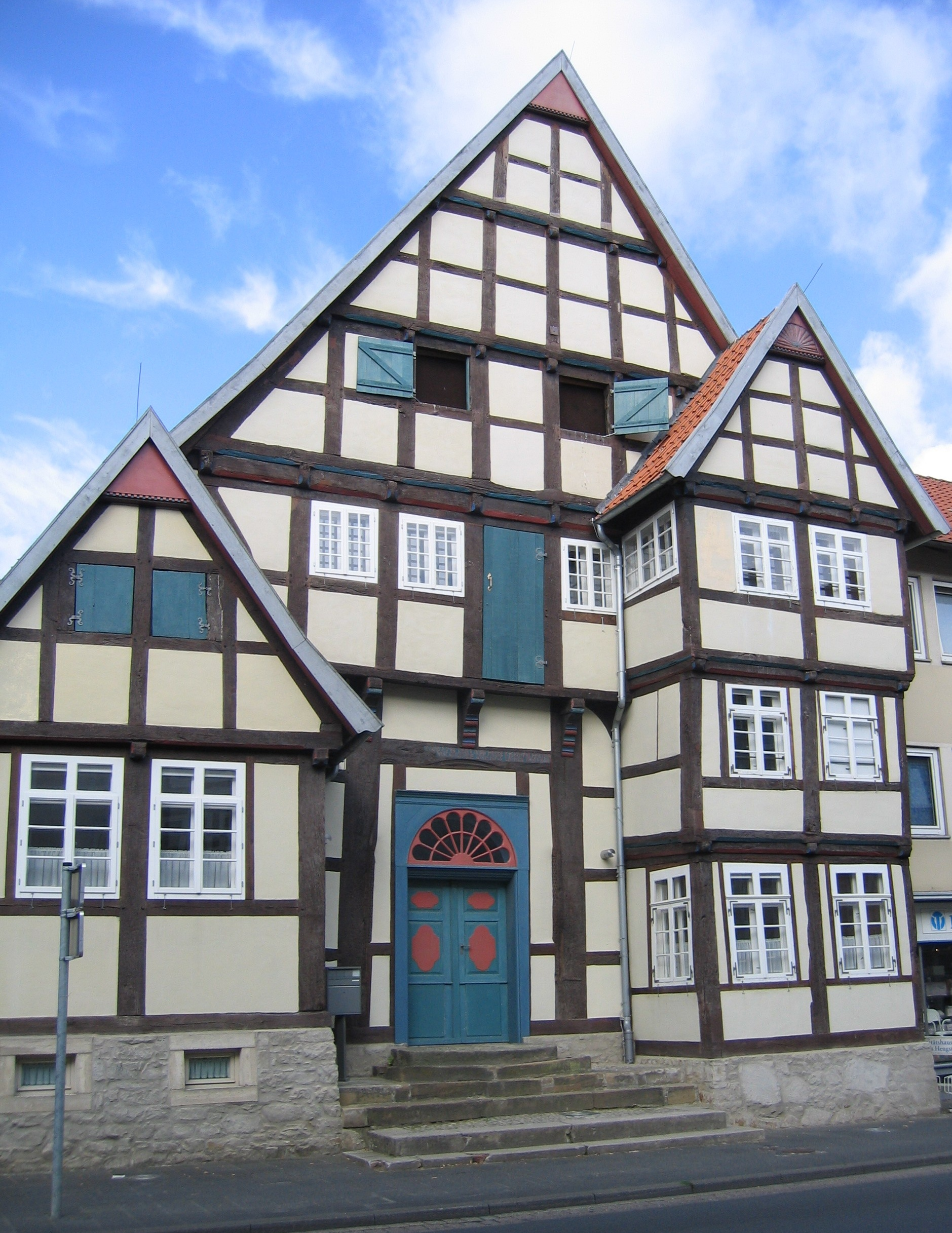
Haus Schloßstraße 29 (2005)
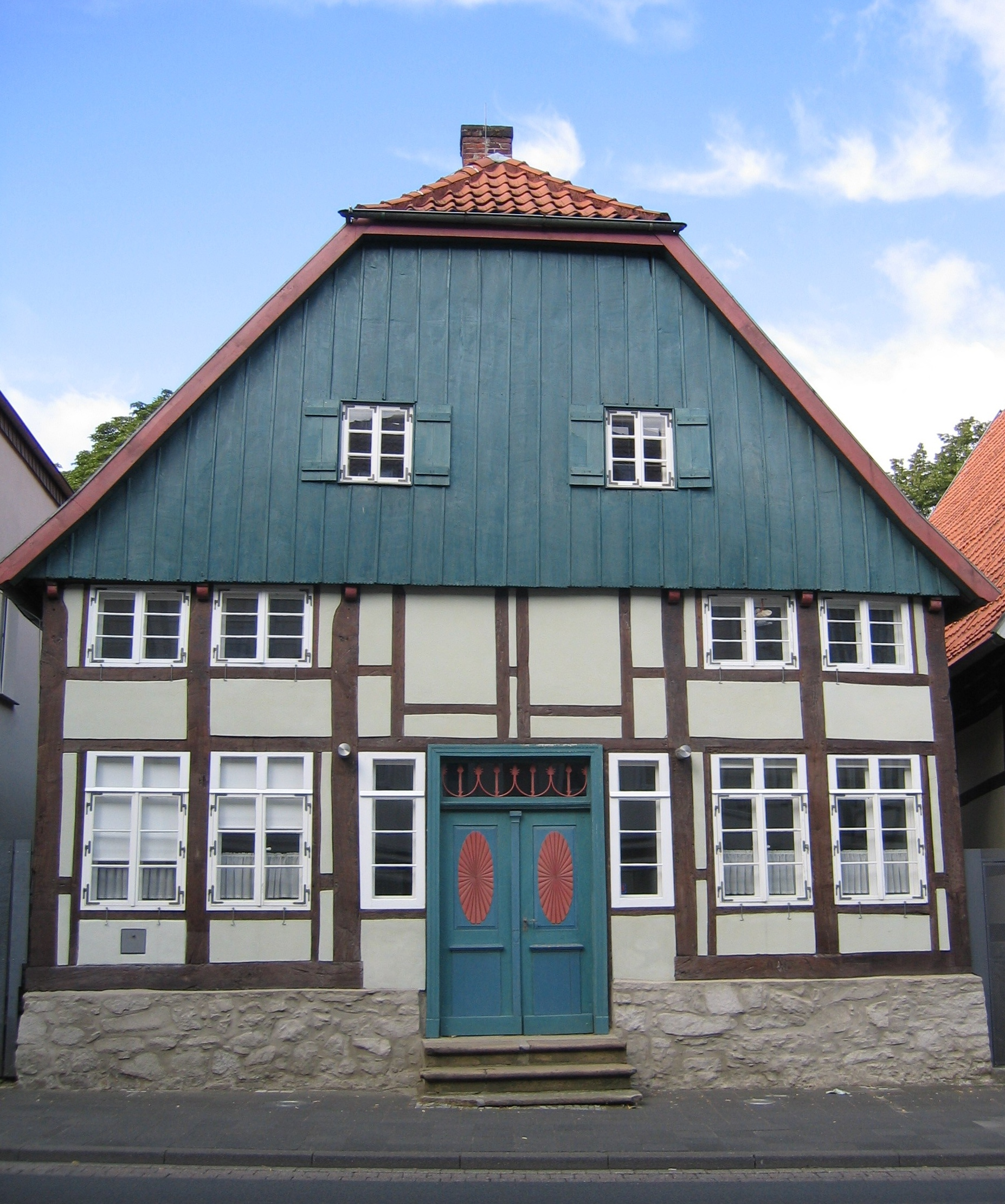
Haus Schloßstraße 27

Im Ortskern sind noch weitere ältere Fachwerkbauten erhalten:
- Das Gebäude Pfarrkamp 8 ist ein 1615 bezeichneter Dreiständerbau, der heute der Künstlervereinigung „Das Fachwerk“ als Ausstellungshaus dient.
- Das Gebäude Schülerstraße 1 ist wohl in der ersten Hälfte des 17. Jahrhunderts entstanden; es dient heute als Geschäftshaus.

### Kirchen
- Ev.-ref. Kilianskirche am Kirchplatz: Es handelt sich um eine dreischiffige, neugotische Hallenkirche mit 5/8-Schluss, die 1850–54 von Friedrich Heinrich Ludwig Goedecke errichtet wurde. Der Westturm verfügt über ein achteckiges Obergeschoss, das von einer dachreiterartigen Laterne mit steilem Zeltdach bekrönt wird. Während das Mittelschiff mit hölzerner Satteldecke versehen ist, sind die Seitenschiffe flach gedeckt. Renovierungen und Restaurierungen erfolgten in den Jahren 1960, 1980 und 2004. Es hat mehrere Vorgängerbauten gegeben: Von einem ersten, vermutlich um 800 aus Holz errichteten Kirchenbau konnte lediglich der Laufhorizont nachgewiesen werden. Vor dem Jahr 1000 hat an dieser Stelle ein kleiner Saalbau von 10 Metern Breite gestanden. Nach 1150 wurde auf den Fundamenten des Saalbaus eine dreischiffige kreuzförmige Basilika gebaut, die der Kilianskirche in Lügde recht ähnlich gewesen sein dürfte. Diese musste dann 1847 wegen Baufälligkeit abgerissen werden. Der heute größte Kirchenbau der Lippischen Landeskirche kann werktags von 10 bis 17 Uhr und samstags von 10 bis 13 Uhr als Offene Kirche besichtigt werden. Im Turm der Kilianskirche läutet die aus dem Vorgängerbau übernommene Katharinenglocke von 1437. Sie erklingt mit dem Nominal fis1 –4/16 (~1500 kg; ⌀ 1270 mm) und ist die älteste immer noch im Gebrauch befindliche Glocke der Stadt Bad Salzuflen. Sie ist zugleich das älteste ununterbrochen im Gebrauch stehende „Monument“ der Stadt. 1980 wurde sie durch zwei Glocken – g1 −4/16 (880 kg; ⌀ 1100 mm) und a1 −3/16 (668 kg; ⌀ 990 mm) – der Glockengießerei Rincker im Sinn der ehemaligen mittelalterlichen Disposition ergänzt.
- Lutherische Trinitatiskirche (erbaut 1955) an der Eduard-Wolff-Straße
- Katholische Pfarrkirche St. Kilian (erbaut 1954) an der Otto-Hahn-Straße

### Mahnmale und Denkmäler
- Der Künstler Gunter Demnig hat seit November 2010 in Salzuflen und Schötmar mehr als 50 Stolpersteine zur Erinnerung an die Opfer der NS-Diktatur verlegt.

- Am ehemaligen Jüdischen Friedhof Schötmar an der Oerlinghauser Straße wurde 2008 von der Stadt Bad Salzuflen eine kleine Gedenktafel aufgestellt.[12]
- Das ehemalige Mausoleum im Schlosspark des Stietencronschen Schlosses wurde Anfang der 1960er Jahre zu einem Mahnmal für die Opfer der beiden Weltkriege umgebaut.[13]
- Ein Kaiser-Wilhelm-Denkmal wurde 1897 von der Dorfschaft Schötmar anlässlich des hundertjährigen Geburtsjubiläums von Kaiser Wilhelm I in einem Park an der Walhallastraße errichtet.

### Parks und Gärten
- Der 5,5 Hektar große Schlosspark des Stietencronschen Schlosses lässt sich bis ins 18. Jahrhundert zurückverfolgen. Heute ist er eine innerstädtische Parkanlage, die auch für öffentliche Veranstaltungen und Konzerte genutzt wird.

### Jugendzentrum und Umweltzentrum
- Das Jugendzentrum @on der Stadt Bad Salzuflen neben der „Festhalle Schötmar“ hat sich als Veranstaltungsort von Konzerten der Jugendszene etabliert.

- Das Umweltzentrum Heerser Mühle hat sich bundesweit einen Ruf erarbeitet. Dem UWZ stehen ungefähr 37 ha Freiflächen und Außenanlagen mit verschiedenen Arbeits- und Anschauungsbiotopen zur Verfügung sowie zwei Gebäude mit einer Anzahl flexibel zu nutzender Gruppen- und Seminarräume.[14] Das Angebot richtet sich an Kindergärten, Schulen, Vereine und alle interessierten Bürger. Seit kurzem sorgt eine eigene Stiftung für Finanzierungsanteile.

## Wirtschaft und Infrastruktur

### Verkehr

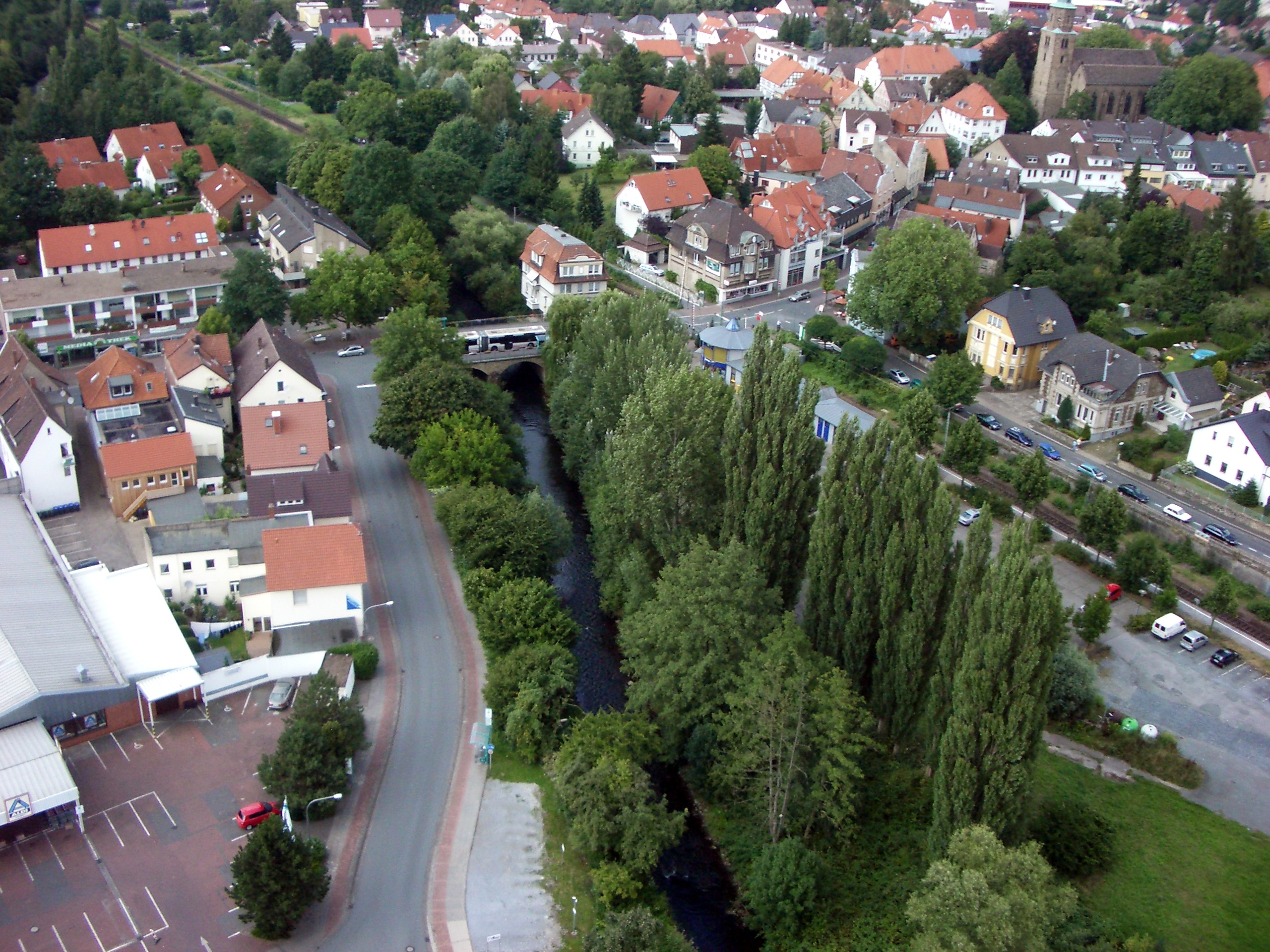
Bega, Bahnhof Schötmar, Uferstraße, Begastraße

#### Straße
Schötmar ist über die Bundesstraße 239 mit der westfälischen Nachbarstadt Herford, der Bundesautobahn 2 und der lippischen Kreisstadt Detmold verbunden. Über die Ostwestfalenstraße erreicht man die alte Hansestadt Lemgo mit ihrem historischen Stadtkern und einen Anschluss zur Bundesautobahn 2.

#### Schienen- und Busverkehr
Der Haltepunkt Schötmar liegt an der Bahnstrecke Herford–Altenbeken (KBS 405). Er wird im Stundentakt von der RB 72 „Ost-Westfalen-Bahn“ Herford–Lage–Detmold–Altenbeken–Paderborn bedient. Der Schienenpersonennahverkehr wird von der Eurobahn betrieben.
Im Straßenpersonennahverkehr sind Bielefeld, Herford, Leopoldshöhe und Lemgo mit Regionalbussen zu erreichen. Schötmar ist in das Stadtbusnetz von Bad Salzuflen eingebunden.

### Messezentrum
Das überregional bekannte Messezentrum Bad Salzuflen an der Kreuzung der Ostwestfalenstraße mit der B 239 am Stadtrand von Schötmar zieht regelmäßig viele Besucher in die Stadt, u. a. mit der Messe Custom Bike.

## Persönlichkeiten

### Söhne und Töchter der Stadt
- August Moritz von Donop (1694–1762), Staatsminister in Hessen-Kassel, Oberkammerherr, Gesandter und Oberhofmeister
- Friedrich Ludwig von Medem (1799–1885), Archivar und Historiker
- Friedrich August Wessel (1813–1868), Mitglied des Lippischen Landtags, Generalsuperintendent der Lippischen Landeskirche
- Rudolf Cruel (1820–1892), Dichter, Sachbuchautor und Schulrektor
- August Eschenburg (1823–1904), Politiker, preußischer Kabinettsminister im Fürstentum Lippe
- Eduard Wolff (1855–1905), Unternehmer, Gemeindevorsteher und Mitglied des Lippischen Landtags
- August Böhmer (1860–1945), Staatsrat im Fürstentum Lippe
- August Wessel (1861–1941), evangelischer Geistlicher und Politiker (DNVP), Generalsuperintendent der Lippischen Landeskirche
- Rudolf Günther (1880–1941), Architekt. Seit 2014 wird vom Heimat- und Verschönerungsverein Bad Salzuflen die Rudolf-Günther-Medaille für Verdienste im Bereich des Denkmalschutzes verliehen.[16]
- Gerhard Mensch (1880–1940), Bauingenieur
- Fritz W. Kramer (1941–2022), Ethnologe
- Reinhard Steege (* 1943), Jurist, Richter am Bundessozialgericht
- Hans Schreiber (* 1949), Ökonom und Sammler
- Ute Frevert (* 1954), Historikerin
- Birgit Meineke (* 1956), Germanistin und Namensforscherin
- Peter Klein (* 1959), Leichtathlet, Bronzemedaille Europameisterschaft
- Jörg Ehlenbröker (* 1961), deutscher Autor und Ornithologe.

### Persönlichkeiten, die vor Ort gewirkt haben
- Ludwig Weßel (1808–1871), Abgeordneter des Lippischen Landtags, Amtsrendant und Sparkassengründer in Schötmar.
- Johann („Iwan“) von Stietencron (* 12. Februar 1811 in Neustadt am Rübenberge; † 15. November 1873 in Schötmar), Mitglied des Lippischen Landtages und Präsident der Lippischen Ritterschaft.
- Ulrich Volkhausen (*  6. Februar 1854 in Volkhausen, † 14. Januar 1937 in Volkhausen), lippischer Arzt und Mundartdichter. Unter dem Pseudonym „Korl Biegemann“ verfasste er Prosa und Lyrik auf Lippisch Platt.
- Wilhelm Butterweck (* 11. Juni 1874 in Lipperode; † 9. Mai 1943 in Gadderbaum-Bethel), lippischer Heimatforscher und Pastor in Schötmar.
- Gustav Wolff (* 12. März 1881 in Wiembeck; † 31. Mai 1965 in Schötmar), Lehrer/Schulleiter an der Schule am Kirchplatz und Ornithologe.
- Fritz Schemmel (* 27. Juli 1889 in Valdorf bei Vlotho, † 14. November 1967 in Schötmar), lippischer Mundartdichter, Pseudonym Schemmels Fritken.
- Berthold Altmann (* 21. August 1896 in Greifswald; † 9. November 1992 in Bad Salzuflen), Bundesrichter in Herford, wohnte ab ca. 1955 in Schötmar.
- Richard Sprick (* 3. Januar 1901 in Herford; † 26. Januar 1968 in Schötmar), Zeichner, Porträt- und Landschaftsmaler, lebte von 1943 bis 1968 in Schötmar.